# Disfibrinogemia
Le disfibrinogemie sono un gruppo di malattie autosomiche dominanti che comportano la presenza di fibrinogeno qualitativamente anomalo. Vi sono più di 350 diverse anomalie fibrinogeno, ciascuna prende il nome dal luogo dove è stata scoperta. Ogni disfibrinogenemia è associato ad effetti leggermente diversi sul tempo di trombina e il normale processo di coagulazione. Alcune disfibrinogemie causano sanguinamento anormale o addirittura trombosi, mentre altre non hanno alcun effetto su entrambi.